# القوة الديمقراطية (بيرو)
القوة الديمقراطية (بالإسبانية: Fuerza Democrática)‏ هو حزب سياسي بيروفي. في الانتخابات التشريعية التي أجريت في 9 أبريل 2006، فاز الحزب بنسبة 1.4 ٪ من الأصوات الشعبية ولكن لم يفز بأي مقعد في مجلس الشيوخ.